# Sirdavidia
Sirdavidia is een geslacht uit de familie Annonaceae. Het geslacht telt een soort die voorkomt in Gabon. De geslachtsnaam is vernoemd naar de Britse bioloog en televisiemaker Sir David Attenborough.

## Soorten
- Sirdavidia solannona Couvreur & Sauquet